# Kocaelispor

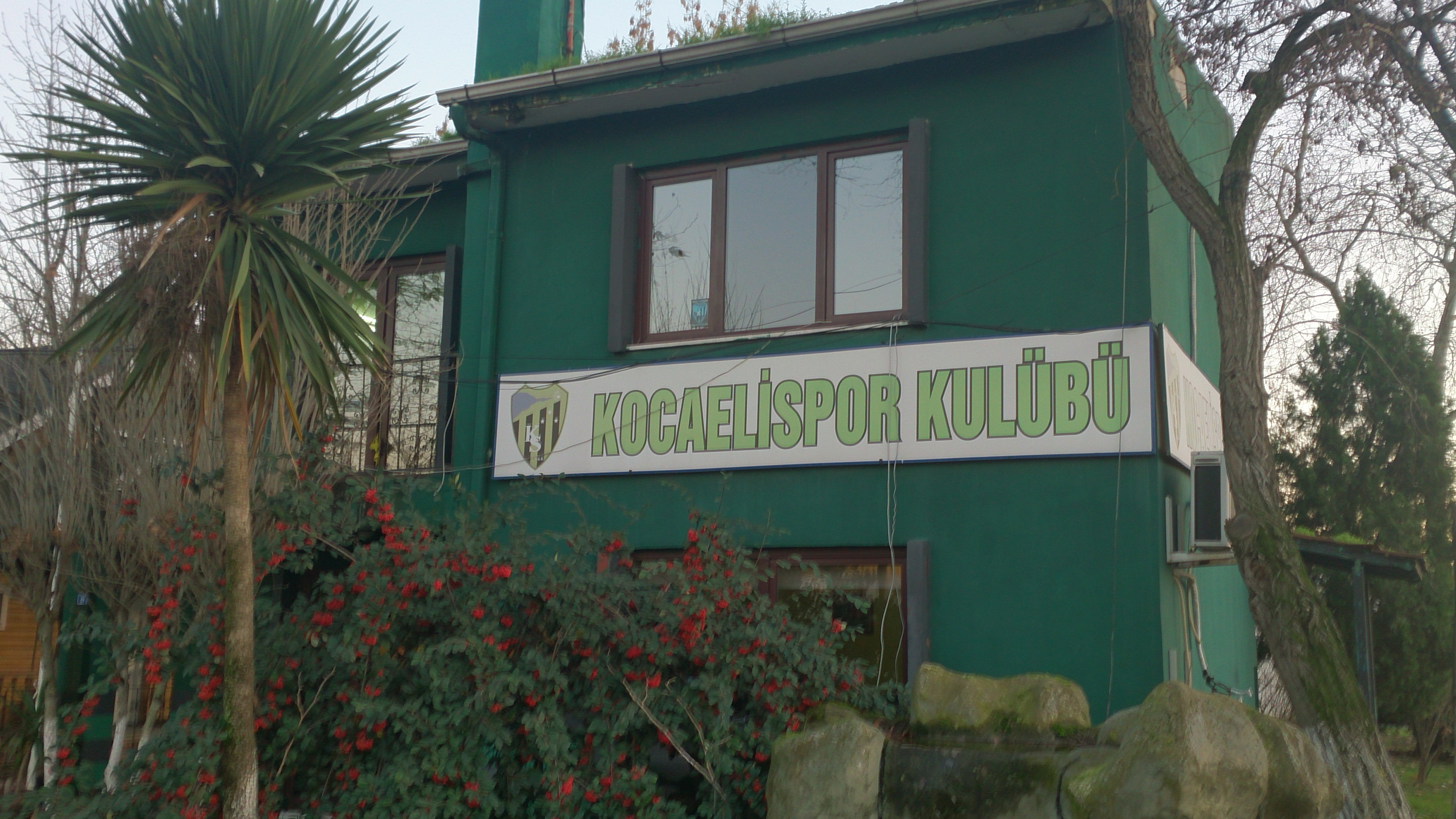
El anterior edificio del Kocaelispor.

El Kocaelispor Kulübü es un club de fútbol turco de la ciudad de Izmit. Fue fundado en 1966 y A partir de la temporada 2025-26 jugara en la Superliga de Turquía, la primera división del país.

## Estadio
En 2018, el Estadio de Kocaeli con capacidad para 34,700 se convierte en el nuevo estadio local del Kocaelispor en sustitución del antiguo Estadio İzmit İsmetpaşa.

## Palmarés

### Torneos nacionales
- Copa de Turquía (2): 1997, 2002
- TFF Primera División (3): 1980, 1992, 2008
- TFF Tercera División (1): 2020
- BAL (1): 2016

## Participación en competiciones de la UEFA

### UEFA Cup Winners' Cup
| Temporada | Ronda | Club                  | Casa | Visita | Globak |
| --------- | ----- | --------------------- | ---- | ------ | ------ |
| 1997–98   | 1     | FC Naţional București | 2–0  | 1–0    | 3–0    |
| 1997–98   | 2     | Lokomotiv Moscow      | 0–0  | 1–2    | 1–2    |

### UEFA Cup/UEFA Europa League
| Temporada | Ronda | Club        | Casa | Visita | Global |
| --------- | ----- | ----------- | ---- | ------ | ------ |
| 1993–94   | 1     | Sporting CP | 0–0  | 0–2    | 0–2    |
| 2002–03   | 1     | Ferencváros | 0–1  | 0–4    | 0–5    |

### UEFA Intertoto Cup
| Temporada | Ronda          | Club         | Casa | Visita | Global       |
| --------- | -------------- | ------------ | ---- | ------ | ------------ |
| 1996      | Fase de grupos | CSKA Sofia   | 1–3  |        | 4° lugar     |
| 1996      | Fase de grupos | Strasbourg   |      | 1–1    | 4° lugar     |
| 1996      | Fase de grupos | Hibernians   | 5–3  |        | 4° lugar     |
| 1996      | Fase de grupos | Uralmash     |      | 0–2    | 4° lugar     |
| 1999      | 2              | Ventspils    | 2–0  | 1–1    | 3–1          |
| 1999      | 3              | MSV Duisburg | 0–3  | 0–0    | 0–3          |
| 2000      | 1              | FK Atlantas  | 0–1  | 1–0    | 1–1, 4–5 (p) |